# Dieter Kiessling
Dieter Kiessling (* 1957 in Münster) ist ein deutscher bildender Künstler und Professor für Medienkunst an der Kunsthochschule Mainz.

## Leben und Wirken
Kiessling studierte von 1978 bis 1986 an der Kunstakademie Münster. 1986 erhielt er den Produktionspreis der Internationalen Videonale Bonn. 1993 erhielt er ein Stipendium des Kunstfonds Bonn e. V. Vier Jahre später war er Gastprofessor an der Hochschule für Künste Bremen. Im Anschluss daran war er bis 2003 Professor an der Hochschule für Gestaltung Karlsruhe. Von 2004 bis 2005 war er Vertretungsprofessor an der Universität Duisburg-Essen. 2005 übernahm er die Professur für Medienkunst an der Kunsthochschule Mainz. Er lebt und arbeitet in Düsseldorf.

## Ausstellungen
- 2007: Videoinstallationen, Westfälischer Kunstverein, Münster
- 2011:  Videoinstallationen, Sprengel Museum, Hannover[3]
- 1995: Projektionen und Videoinstallationen, Gesellschaft für Aktuelle Kunst, Bremen
- 1989: Skulptur und Video 1983–1989, Installationen, Objekte, Projektionen 1979–1991, Museum Abteiberg, Mönchengladbach